# ستيفن ديكسون (مغني)
ستيفن ديكسون (بالإنجليزية: Stephen Dickson)‏ هو مغني ومغني أوبرا أمريكي، ولد في 16 فبراير 1951، وتوفي في 18 أكتوبر 1991.